# 凱尼恩山
85°10′S 174°52′W / 85.167°S 174.867°W
凱尼恩山（英語：Mount Kenyon）是南極洲的山峰，位於杜費克海岸，處於申克峰西北面2公里，海拔高度2,260米，由美國研究隊發現，現時由南極條約體系管理。